# Équipe d'Ukraine espoirs de cyclisme sur route
L'équipe d'Ukraine espoirs de cyclisme sur route est l'équipe nationale des moins de 23 ans de cyclisme sur route. La sélection représente l'Ukraine aux championnats du monde sur route espoirs. Elle participe également aux épreuves espoirs de l'UCI Coupe des Nations U23 qui regroupent des courses d'un jour, par étapes et des championnats de cyclisme continentaux. 

## Sélectionneurs
- 2015- : Sergiy Matveyev

## Palmarès

### Championnats du monde espoirs
| Édition | Médaille | Coureur           | Épreuve                  |
| ------- | -------- | ----------------- | ------------------------ |
| 2000    | Argent   | Yaroslav Popovych | Course en ligne espoirs  |
| 2001    | Or       | Yaroslav Popovych | Course en ligne espoirs  |
| 2001    | Bronze   | Ruslan Gryschenko | Course en ligne espoirs  |
| 2005    | Or       | Dmytro Grabovskyy | Course en ligne espoirs  |
| 2005    | Argent   | Dmytro Grabovskyy | Contre-la-montre espoirs |

### Coupe des nations espoirs
| Édition   | Classement | Victoires | Détail |
| --------- | ---------- | --------- | ------ |
| 2007      | -          |           |        |
| 2008      | -          |           |        |
| 2009      | 18e        |           |        |
| 2010      | 26e        |           |        |
| 2011      | -          |           |        |
| 2012      | 28e        |           |        |
| 2013      | 20e        |           |        |
| 2014      | -          |           |        |
| 2015      | 16e        |           |        |
| 2016      | -          |           |        |
| 2017      | 20e        |           |        |
| 2018      | 39e        |           |        |
| 2019-2021 | -          |           |        |
| 2022      | 26e        |           |        |

### Championnats d'Europe espoirs
| Édition | Médaille | Coureur            | Épreuve                  |
| ------- | -------- | ------------------ | ------------------------ |
| 2001    | Bronze   | Roman Lougovyi     | Course en ligne espoirs  |
| 2005    | Or       | Dmytro Grabovskyy  | Contre-la-montre espoirs |
| 2006    | Or       | Dmytro Grabovskyy  | Contre-la-montre espoirs |
| 2012    | Bronze   | Oleksandr Golovash | Contre-la-montre espoirs |
| 2013    | Argent   | Oleksandr Golovash | Contre-la-montre espoirs |
| 2015    | Argent   | Marlen Zmorka      | Contre-la-montre espoirs |